# Aloe ballii
Aloe ballii (укр. Алое боллі, Алое Болла)  — сукулентна рослина роду алое.

## Етимологія

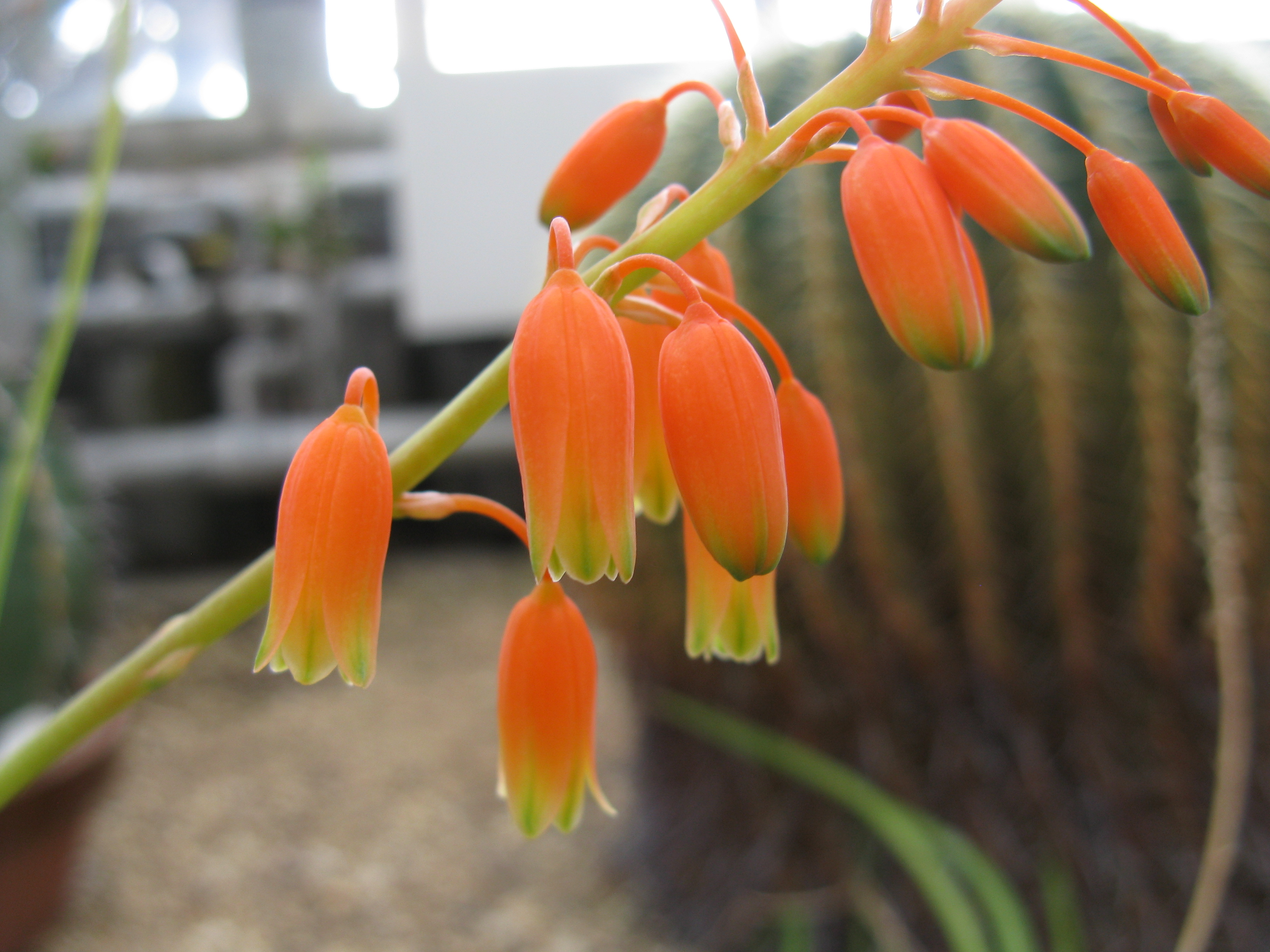
Квіти Aloe ballii

Видова назва дана на честь Джона С. Болла, зімбабвійського
лісничого, який знайшов цей вид.

## Морфологічні ознаки
Соковита багаторічна трав'яниста рослина, що утворює невеликі щільні скупчення. Стебла згруповані, прямостоячі, до 3 см заввишки. Листя майже прямі, лінійні, до 30 см завдовжки (варитет makurupiniensis — до 50 см), світло-зелені з білими лініями і плямами, які найбільш щільно на розташовані на нижній поверхні в основі; по краях листя розташовані дрібні зубчики 2—5 мм один від одного. Суцвіття нерозгалужені, до 75 см завдовжки, прямостоячі, в китицях завдовжки 12-18 см нещільно розташовані квіточки. Приквітки — 3 × 2 мм, яйцевидно-гострі, білуваті, паперові. Квітконіжки тонкі, 10—20 мм завдовжки. Квітки оранжево-червоні, 12-16 мм завдовжки.

## Варитети
Вид має два варитети: Aloe ballii var. ballii і Aloe ballii var. makurupiniensis. Останній відрізняється більшим листям і плодами та зростає на більших висотах.

## Місця зростання
Aloe ballii зростає серед скель у нижній долині річки Русіту, на південних схилах гір Чиманімані в Зімбабве та прилеглій території Мозамбіку.

## Охоронний статус
Aloe ballii входить до Червоного Списку Міжнародного Союзу Охорони Природи видів під загрозою зникнення тому, що сильно потерпають від пожеж у посушливі роки.